# Anderson Cooper
Anderson Hays Cooper (Nova Iorque, 3 de junho de 1967) é um jornalista e escritor americano. Ele é o principal âncora do programa Anderson Cooper 360°, da CNN e também correspondente para o programa 60 Minutes, da CBS.

## Carreira
Nascido em uma família rica de Manhattan, Cooper se formou na Universidade de Yale com bacharelado em artes em 1989. Iniciou sua carreira de jornalista no Channel One News. Depois foi contratado pela ABC News como correspondente em 1995. Em 2001, ingressou na CNN, para apresentar o Anderson Cooper 360°. 
Ele recebeu elogios por suas reportagens especiais, como a sua cobertura do furacão Katrina em 2005 fazendo sua popularidade entre o público aumentar drasticamente. Por sua cobertura do terremoto no Haiti em 2010, Cooper recebeu a Ordem Nacional de Honra e Mérito, a mais alta honraria concedida pelo governo haitiano. De setembro de 2011 a maio de 2013, ele também foi o apresentador do talk show, Anderson Live.
Ao todo ele já ganhou 18 prêmios Emmys e dois prêmios Peabody, bem como um Prêmio Edward Murrow do Overseas Press Club em 2011. Cooper se assumiu gay em 2012, e se tornou a primeira pessoa abertamente LGBT a moderar um debate presidencial nos Estados Unidos.

## Vida pessoal
Cooper é filho da socialite e modelo Gloria Vanderbilt. Ele tem dois meio-irmãos mais velhos, Leopold Stanislaus "Stan" Stokowski (n. 1950) e Christopher Stokowski (n. 1952), do casamento de dez anos de Vanderbilt com o maestro Leopold Stokowski.
Cooper é abertamente gay; embora por anos, evitasse discutir sua vida privada em entrevistas. Em 30 de abril de 2020, ele anunciou o nascimento de seu filho Wyatt Morgan. O nome é uma homenagem a seu pai, que faleceu quando Cooper tinha apenas 10 anos.
Durante anos Cooper viveu um relacionamento com o executivo Benjamin Maisani que durou até 2018.